# Drogenbos
Drogenbos es un municipio belga perteneciente a la provincia de Brabante Flamenco, en la circunscripción Bruselas-Halle-Vilvoorde.
A 1 de enero de 2018 tiene 5599 habitantes.
Se ubica en la periferia meridional de Bruselas.
Por su proximidad a Bruselas y a la Región Valona, el 77% de la población es francófona y se ha establecido como uno de los seis municipios con facilidades lingüísticas de la provincia.

## Demografía

### Evolución
Todos los datos históricos relativos al actual municipio, el siguiente gráfico refleja su evolución demográfica, incluyendo municipios después de efectuada la fusión el 1 de enero de 1977.
| Gráfica de evolución demográfica de Drogenbos entre 1846 y 2020 |
|                                                                 |